# Ши Цзунъюань
Ши Цзунъюа́нь (1 июля 1946, Яань, пров. Сикан — 28 марта 2013, Пекин) — китайский политик, член ЦК КПК (2002—2012, кандидат с 1992 года). Глава парткома КПК пров. Гуйчжоу в 2005—2010 годах.
Член КПК с мая 1979 года, член ЦК КПК 16-17 созывов (кандидат 14-15 созывов).

## Биография
По национальности хуэец.
Окончил Северо-Западный университет для национальностей, где учился в 1964—1968 годах.
В 1984-88 гг. замглавы Линься-Хуэйского автономного округа и замглавы его парткома, в 1988—1993 гг. глава парткома округа, член посткома провинции Ганьсу (до 1988 года), в 1993—1998 годах завотделом пропаганды парткома пров. Ганьсу.
В 1998—2000 годах завотделом пропаганды парткома пров. Гирин и проректор провинциальной партшколы, член посткома парткома, с мая по октябрь 2000 года замглавы парткома пров. Гирин.
В 2000—2005 гг. руководитель Главного государственного управления по делам печати и издательства.
С дек. 2005 года по август 2010 года глава парткома пров. Гуйчжоу (Юго-Западный Китай) и пред. ПК СНП провинции.
В 2010—2013 гг. зампред Комитета по внутренним делам и юстиции ВСНП 11-го созыва.